# Central Region (Malawi)
Die Central Region oder Zentralregion von Malawi ist mit einer Ausdehnung von 35.592 km² und mit knapp 7,6 Mill. Einwohnern flächenmäßig die größte, aber nach Einwohnern die zweitgrößte der drei Verwaltungsgliederungen, die zwischen dem Staat auf der obersten Ebene und den jeweiligen Distrikten auf der darunter liegenden Ebene angesiedelt sind. Jede Region wird durch einen Regional Administrator vertreten. Die Verwaltungshauptstadt der Central Region ist die etwa 1.162.500 zählende Hauptstadt des Landes Lilongwe.

## Geographie
Die Central Region wird im Westen von der Ostprovinz in  Sambia und südwestlich der Provinz Tete in Mosambik begrenzt. In Malawi grenzt sie im Norden an die Northern Region und im Osten an dem Malawisee und im Süden an die Southern Region.
Es gibt fünf agrarökologische Regionen in Malawi, von denen sich eine ganz und eine zum Teil in der Central Region befinden. Die Central Plains mit ihren mittleren Höhenlagen liegt in der Mitte von Malawi und zieht sich weiträumig um Lilongwe herum bis hin zum Distrikt Kasungu. Die andere Region stellt die Seeuferregion des Malawisees dar, die sich in Nordsüdausdehnung über alle drei Regionen erstreckt.

## Distrikte
Die Central Region wurde in neun Distrikte unterteilt, die von Nord nach Süd gelisteten aus
- Kasungu mit 616.085 Einwohnern,
- Nkhotakota mit 301.868 Einwohnern,
- Ntchisi mit 224.098 Einwohnern,
- Dowa mit 556.678 Einwohnern,
- Mchinji mit 456.558 Einwohnern,
- Lilongwe mit 1.228.146 Einwohnern,
- Salima mit 340.327 Einwohnern,
- Dedza mit 623.789 Einwohnern und
- Ntcheu mit 474.464 Einwohnern bestehen.[4]

Die Distrikte werden von einem District Development Committee (DDC) unter Vorsitz eines District Commissioner geführt. Die politische Willensbildung findet dezentralisiert in diesen Distrikten und in den größeren Städten in sogenannten Town- bzw. City-Assemblies statt, nicht aber auf der Regionalebene.

## Bevölkerung
Die beim Census von 2008 ermittelten 5.491.034 Einwohner der Central Region bilden 42 % der Gesamtbevölkerung Malawis ab. Die Central Region liegt mit durchschnittlich 154 Einwohner pro km² in Bezug auf die Bevölkerungsdichte des Landes im Mittelfeld. 49,1 % sind männlichen und 50,9 % weiblichen Geschlechts, aber nur 47,5 % der Bevölkerung ist 18 Jahre und älter. Die hohe Anzahl von Kindern an der Gesamtbevölkerung kommt einerseits durch den hohen Bevölkerungsanstieg von 35 % in den Jahren von 1998 bis 2008 und wird anderseits aber auch durch die hohe Sterberate durch HIV/AIDS in der erwachsenen Bevölkerung hervorgerufen. Nur 34,2 % der Frauen und 29,9 % der Männer verfügen derzeit über ausreichendes Wissen über HIV-Prävention.
65,1 % der Kinder bis zu 17 Jahre leben mit beiden Elternteilen zusammen. 14,7 % leben nicht bei ihren biologischen Eltern und 10,2 % sind Waisen, die einen Elternteil oder beide Eltern verloren haben.
Die Amtssprachen in der Region sind Englisch und Chichewa.

## Wirtschaft
Der Tabakanbau stellt für Malawi nach wie vor die größte Einnahmequelle dar. 2006 lebten etwa 375.000 Kleinbauer vom Tabakanbau und decken damit 68 % des Exporteinkommens des Landes ab. Obwohl Tabak im gesamten Land angebaut wird, konzentrierte sich doch Anbau und Verarbeitung in den letzten Jahren mehr und mehr in der Central Region und hier speziell in Kasungu. Der größte Tabakauktionsmarkt befindet sich in Kanengo, außerhalb von Lilongwe.
Der Teeanbau spielt in der Central Region keine Rolle, der Kaffeeanbau nur eine untergeordnete. In den Distrikten Dedza and Ntchisi wird Kaffee hauptsächlich von kleinen Kaffeebauern angebaut.
Cassava (Maniok) wird bevorzugt von den Menschen entlang des Malawisees als Grundnahrungsmittel für den Eigenbedarf angebaut und konkurriert damit mit Mais. Die Maniok-Wurzel gilt auch als sogenanntes cash food, mit dem man auf den Märkten leicht und schnell etwas Geld verdienen kann. Für die industrielle Nutzung der Cassava-Knolle wurde 2006 in Nkhotakota eine Anlage zur Stärkeherstellung aufgebaut. Eine weitere kleinere Fabrik befindet sich in der Hauptstadt Lilongwe.
Je 17.000 t Sojabohnen pro Jahr werden in den Distrikten Kasungu und Ntchisi geerntet. Erdnüsse werden ebenfalls in Kasungu und auch um Lilongwe herum angebaut.
Eines der vielversprechendsten Projekte zur Energiegewinnung könnte in den nächsten Jahren die recht einfache Herstellung von Treibstoff aus dem Öl der Jatropha-Bäume sein. In den letzten zwei Jahren wurden hierzu über zwei Millionen Bäume gepflanzt. Um die Abhängigkeit vom Ölimport zu reduzieren, produziert Malawi seit 1982 Ethanol aus Zucker selbst. Die Produktion von 11,8 Mill. Liter pro Jahr verteilen sich auf die beiden Produktionsstandorte in der Nähe von Dwangwa im Nkhotakota-Distrikt und Chikwawa in den Southern Region.